# Live Session EP (iTunes Exclusive) (Lila Downs)
Live Session EP (iTunes Exclusive) es un EP en vivo de la cantante mexicana Lila Downs. Fue lanzado al mercado el 16 de junio del 2006 por iTunes Store, disponible solo para iTunes Music Store.
El álbum está compuesto por cuatro temas, de los cuales tres son pertenecientes a su álbum La Cantina, temas del cantante y compositor José Alfredo Jiménez, el tema "La Cumbia del Mole" de su autoría y una canción inédita que estaría incluida para su álbum posterior Ojo de Culebra.

## Lista de canciones
| N.º | Título                                                  | Escritor(es)          | Duración |  |
| 1.  | «La cumbia del mole»                                    | Lila Downs/Paul Cohen | 3:55     |  |
| 2.  | «I would never»                                         | Paul Buchanan         | 5:12     |  |
| 3.  | «Medley-Pastures of plenty/This land is your land land» | Paul Cohen/Lila Downs | 6:50     |  |
| 4.  | «Tu recuerdo y yo»                                      | José Alfredo Jiménez  | 4:35     |  |